# Trío para piano n.º 1 (Schubert)

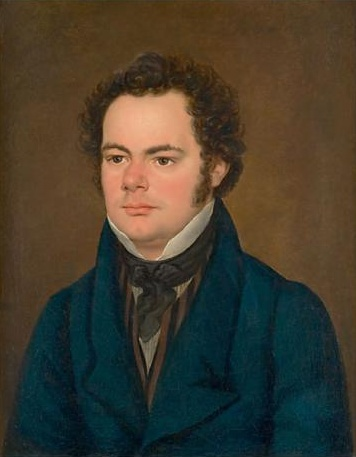
Franz Schubert. c1827.

El Trío n.º 1 en si bemol mayor, para piano, violín y violonchelo, D. 898, fue compuesto por Franz Schubert en 1827. Fue publicado como opus 99. Está dividido en cuatro movimientos:
- Allegro moderato
- Andante un poco mosso
- Scherzo. Allegro
- Rondo. Allegro vivace

- Datos: Q3108957
- Multimedia: D 898 – Piano Trio No. 1 / Q3108957